# Dorfkirche Diemitz (Mirow)

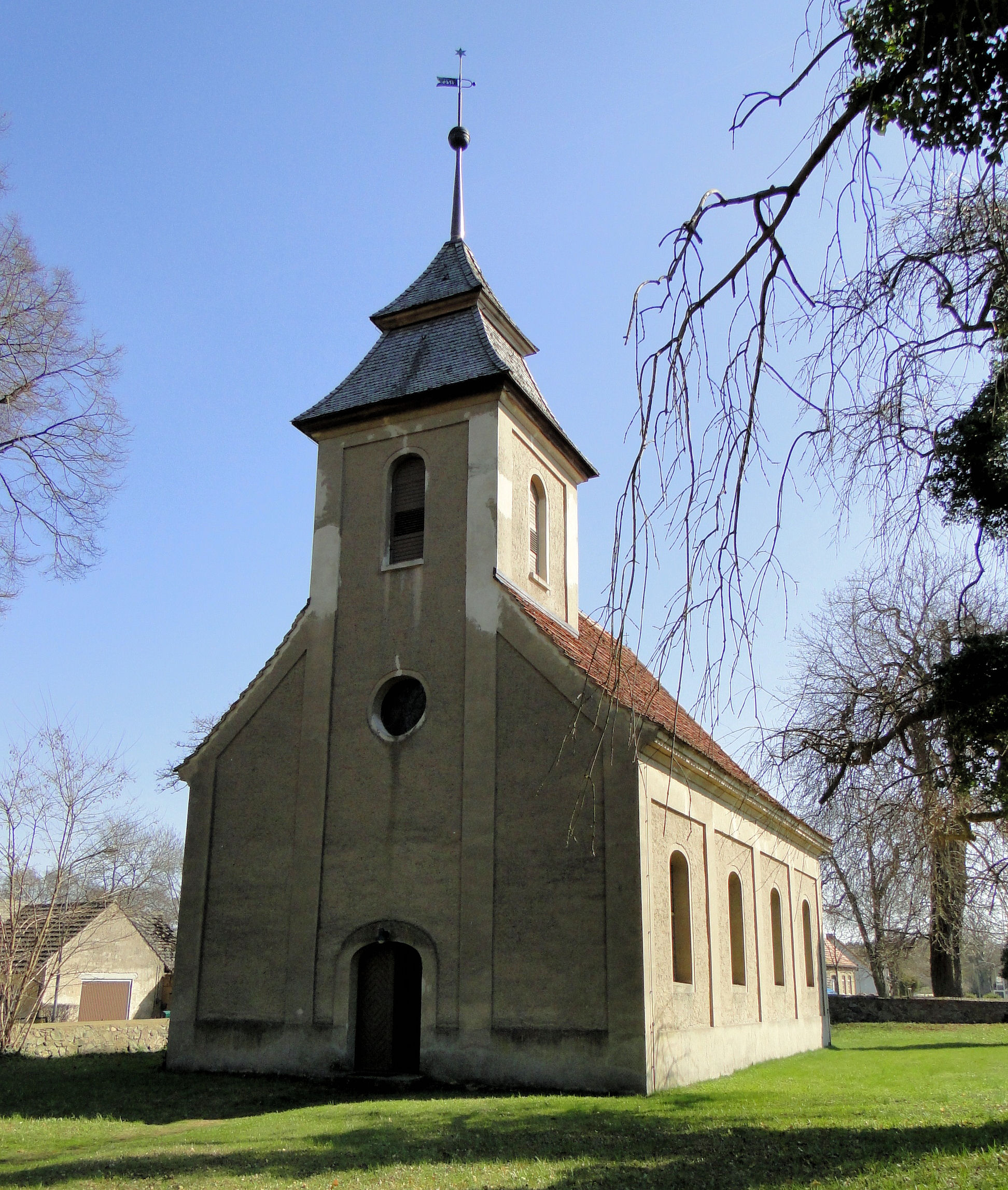
Dorfkirche Diemitz

Die evangelische Dorfkirche Diemitz ist ein unter Denkmalschutz stehendes Kirchengebäude in Diemitz, einem Ortsteil der Stadt Mirow in Mecklenburg-Vorpommern.

## Baugeschichte

### Äußeres
Wann die erste Kirche in Diemitz gebaut wurde, ist nicht bekannt. Die Vorgängerkirche, die nach dem 30-jährigem Krieg 1649 in einem vergleichsweise guten Zustand war, brannte, wie große Teile des Dorfes, 1740 bei einem Großbrand vollständig ab.
Die jetzige Kirche wurde 1764/65 im Stil des Klassizismus gebaut. Das Kirchenpatronat hatte, wie in Lärz und Schwarz, das Kloster Dobbertin, weshalb sich die drei Dorfkirchen recht ähnlich sind. Die Bauherren, deren Namen auf dem Medaillon der Patronatsloge zu lesen sind, waren die Provisoren Rittmeister Friedrich Ludwig Matthias von Vieregg und Hauptmann August Friedrich von Stralendorf. Ebenfalls der Name des Klosterhauptmanns Johann Diedrich von der Osten.
In den 2000er Jahren fand eine umfassende Renovierung statt, bei welcher die Kirche unter anderem neu verputzt wurde.

### Inneres

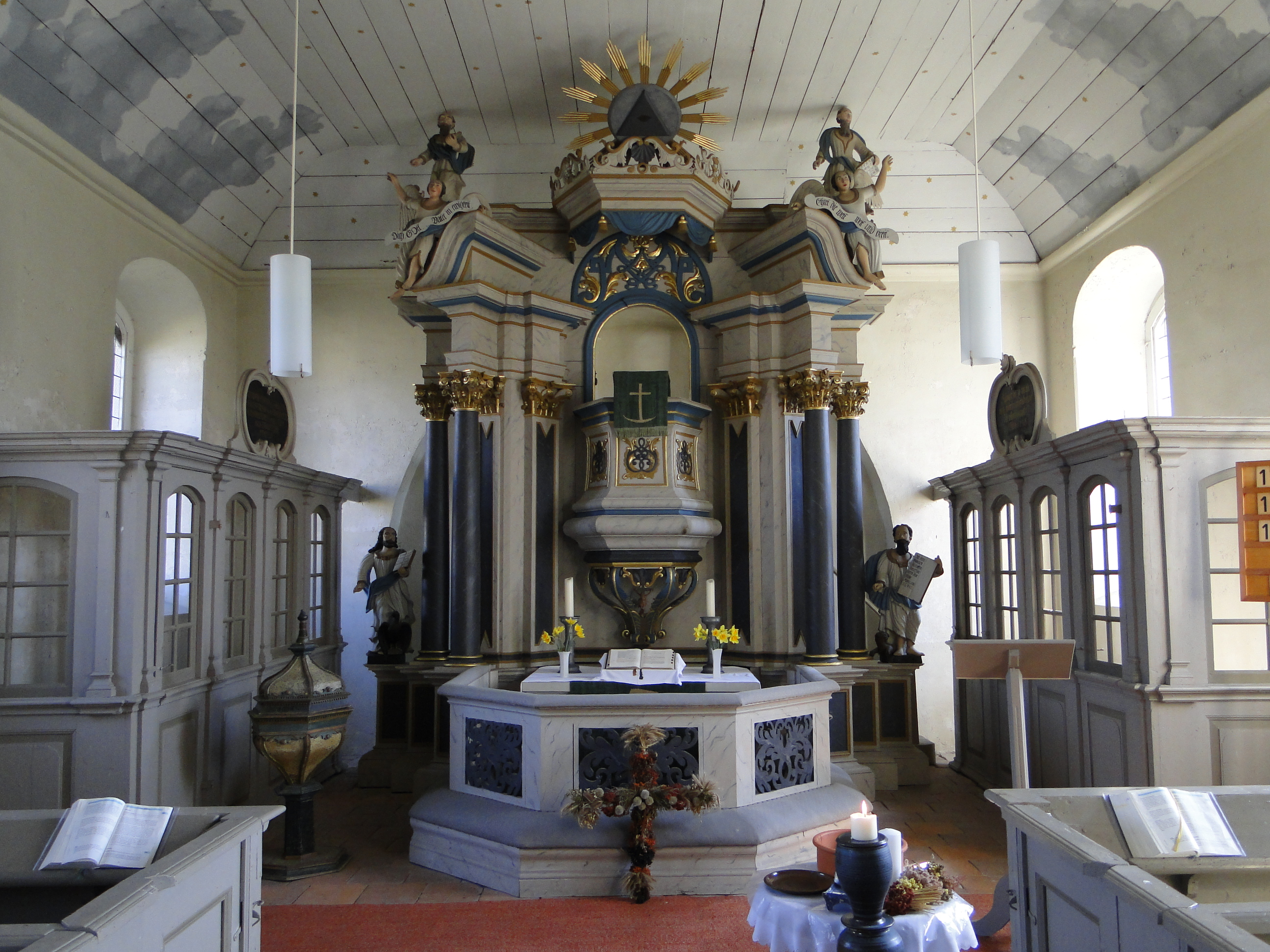
Kanzelaltar und Patronatslogen, 2010

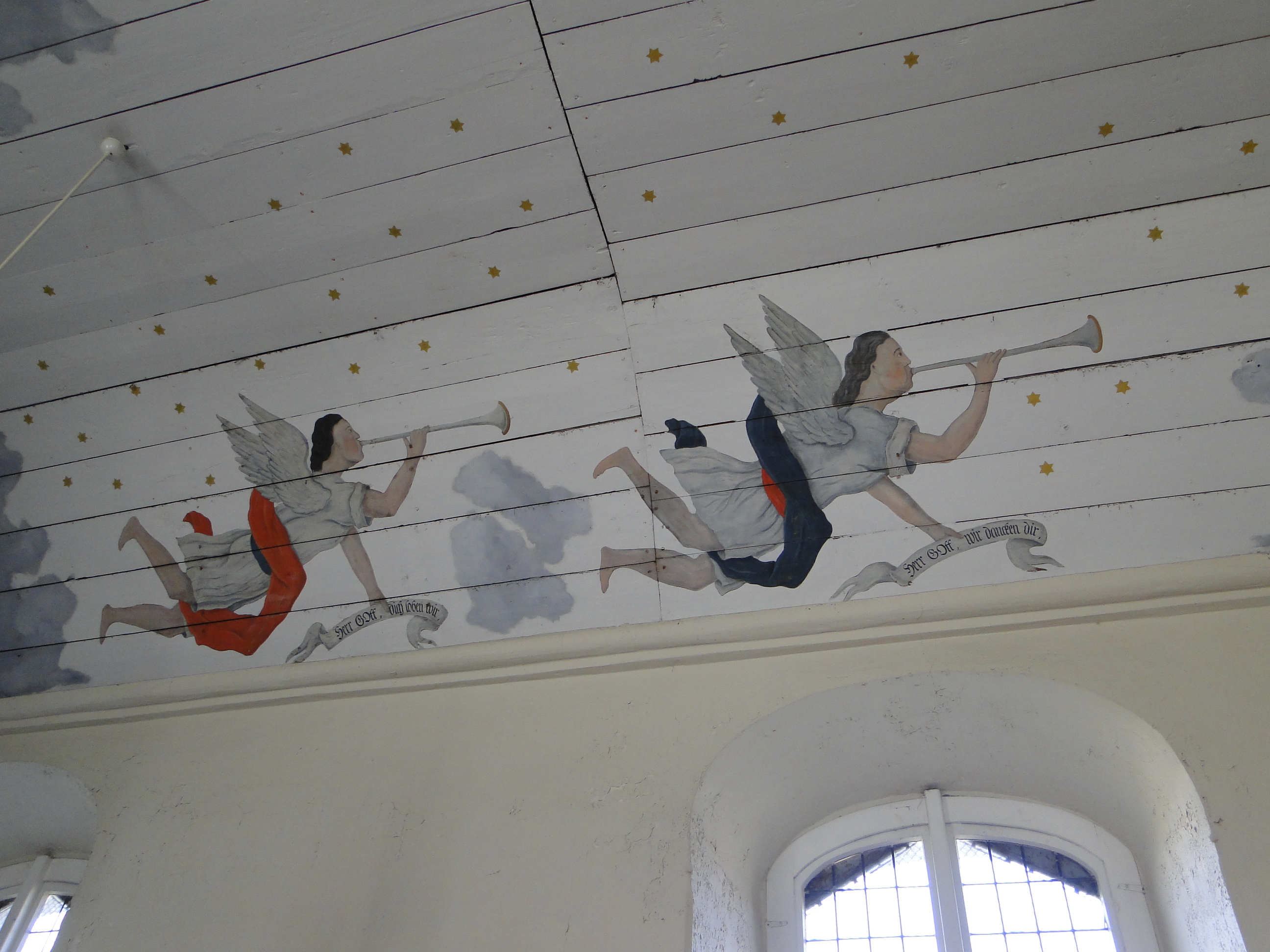
Deckenbemalung, 2010

#### Kanzel
Der Kanzelaltar ist im Rokokostil gehalten und wird von vier Figuren geziert, die die Evangelisten darstellen. Das Auge der Vorsehung soll die Trinität aus Vater, Sohn und Heiligem Geist darstellen und der Strahlenkranz versinnbildlicht die Herrlichkeit Gottes. Die Kerzenleuchter stammen aus dem Jahre 1665.
Die Deckenmalereien sind der in der Lärzer Kirche sehr ähnlich und stammen vermutlich vom selben Künstler. Die Patronatslogen stehen rechts und links vom Altar. Auf der rechten ist ein Medaillon befestigt, auf welchem zu lesen ist, wer und warum die Kirche hat bauen lassen. Über die Loge gelangt man über eine Treppe zur Kanzel.
Das Taufbecken stammt aus dem Jahr 1805 und wurde von Hansz Christoffel Lange gestiftet. Der Opferstock trägt die Jahreszahl 1741. Die Vasa Sacra wurden vom Goldschmied Hans Steffen Bornemann aus Rostock gemacht und sind Silbervergoldet.

#### Glocken
Im Turm befinden sich zwei Glocken. Durch diese wurden die im Ersten Weltkrieg eingeschmolzenen Glocken ersetzt. Die größere von beiden aus dem Jahr 1926 ist defekt. Die kleinere wird bei Gottesdiensten per Hand geläutet. Die ursprünglichen Glocken wurden 1765 in Rostock gegossen, die größere wurde aber schon 1902 durch eine Glocke, die in Wismar gegossen wurde, ersetzt.

#### Orgel
Die Orgel mit fünf Register, ein Manual und Pedal wurde 1897 von Schlag & Söhne in Schweidnitz auf der Westempore eingebaut. Es ist ein flaches Prospekt mit drei Pfeifenfeldern unter Rundbögen. 1974 erfolgte durch den Plauer Orgelbaumeister Wolfgang Nußbücker auf ein mechanisches System.

## Pastoren
Namen und Jahreszahlen bezeichnen die nachweisbare Erwähnung als Pastor.
- 1710–1746 Johann Lohmann, auch Lärz.
- 1867–1888 Johann Heinrich Friedrich Binde.
- 1888–1905 Hermann Friedrich Justus Köhler.
- 1905–0000 Paul Daniel Ehlers.

## Heutige Kirchengemeinde
Diemitz war bis 1867 Filialkirche von Lärz und bis 1919 Patronatskirche vom Kloster Dobbertin.
Heute gehören zur evangelisch-lutherischen Kirchengemeinde Lärz - Schwarz die Orte Alt Gaar mit Kirche, Diemitz mit Kirche, Fleeth, Krümmel mit Kirche, Lärz mit Kirche, Schwarz mit Kirche, Buschhof, Neu Gaarz, Ichlim und Troja sowie Diemitzer Schleuse und Fleether Mühle.

### Gedruckte Quellen
- Mecklenburgisches Urkundenbuch (MUB)
- Mecklenburgische Jahrbücher (MJB)

### Ungedruckte Quellen
Landeshauptarchiv Schwerin (LHAS)
- LHAS 3.2-3/1 Landeskloster/Klosteramt Dobbertin.